# Turbomeca Arriel
Turbomeca Arriel è una famiglia di motori turboalbero costruiti dalla francese Turbomeca a partire dalla metà degli anni settanta.
Disponibile in due varianti principali (Arriel 1 ed Arriel 2) per un totale di 28 versioni, ha riscosso un notevole successo commerciale venendo prodotto in più di 10700 esemplari ed equipaggiando un gran numero di elicotteri civili e militari.

## Storia del progetto
Nei primi anni settanta la Turbomeca finanziò un progetto interno di motore turboalbero destinato a sostituire i precedenti modelli di Artouste e Astazou puntando su nuovi materiali, semplicità costruttiva e minori requisiti manutentivi in modo da favorirne l'impiego su piccoli elicotteri a turbina. Il nucleo del motore (il generatore di gas) girò al banco per la prima volta il 26 settembre del 1973. Il 5 dicembre del 1974 l'Arriel eseguì il suo primo volo installato a bordo di un Gazelle appositamente modificato; nel febbraio del 1975 iniziarono le prove sull'AS 350, mentre le versioni 1A e 1B furono certificate dall'autorità francese (DGAC) il primo giugno 1977.

## Tecnica
L'Arriel è un turboalbero che si compone di cinque moduli principali (compressore, generatore di gas, turbina di potenza, gruppo di riduzione e scatola ingranaggi accessori comprensiva di albero di trasmissione) che facilitano la manutenzione riducendo i tempi di riparazione o revisione del motore.
Il compressore è caratterizzato da uno stadio assiale seguito da uno centrifugo a valle del quale è posta la camera di combustione di tipo anulare. Le due varianti principali si distinguono per il numero degli stadi di turbina nel generatore di gas (uno per l'Arriel 2 e due per l'Arriel 1) e per il sistema di controllo del motore di tipo idromeccanico per l'Arriel 1 e FADEC per l'Arriel 2. 
La turbina di potenza (libera e quindi indipendente dall'albero motore del generatore di gas) è a singolo stadio ed è collegata all'albero di trasmissione del gruppo riduttore di giri ad ingranaggi posto nella parte posteriore del motore che ne abbassa la velocità da più di 40.000 giri al minuto della turbina libera a circa 6.000. La scatola ingranaggi per gli accessori del motore è invece installata nella parte anteriore ed è collegata all'albero del generatore di gas.

## Versioni
| Arriel 1      | 1 | 1A   | 1A1  | 1A2   | 1B    | 1B2 | 1C    | 1C1   | 1C2  | 1D    | 1D1  | 1E | 1E2  | 1K   | 1K1  | 1S     | 1S1  |
| ------------- | - | ---- | ---- | ----- | ----- | --- | ----- | ----- | ---- | ----- | ---- | -- | ---- | ---- | ---- | ------ | ---- |
| Lunghezza (m) | - | 1,12 | 1,12 | 1,12  | 1,21  | -   | 1,17  | 1,17  | 1,17 | 1,26  | 1,20 | -  | 1,19 | 1,17 | 1,17 | 1,54   | 1,54 |
| Altezza (m)   | - | 0,6  | 0,6  | 0,61  | 0,6   | -   | 0,61  | 0,61  | 0,61 | 0,61  | 0,61 | -  | 0,7  | 0,61 | 0,61 | 0,79   | 0,79 |
| Larghezza (m) | - | 0,41 | 0,41 | 0,41  | 0,44  | -   | 0,41  | 0,47  | 0,47 | 0,49  | 0,47 | -  | 0,49 | 0,5  | 0,5  | 0,49   | 0,49 |
| Peso (kg)     | - | 111  | 111  | 116,5 | 114,5 | -   | 116,5 | 118,6 | 119  | 122,5 | 122  | -  | 125  | 121  | 123  | 126,75 | 130  |
| Potenza (kW)  | - | 466  | 470  | 470   | 478   | -   | 492   | 526   | 550  | 510   | 531  | -  | 528  | 476  | 494  | 523    | 541  |

| Arriel 2      | 2B    | 2B1   | 2B1A  | 2B1B  | 2D    | 2C    | 2C1   | 2C2   | 2S1   | 2S2   | 2E    |
| ------------- | ----- | ----- | ----- | ----- | ----- | ----- | ----- | ----- | ----- | ----- | ----- |
| Lunghezza (m) | 1,181 | 1,140 | 1,140 | 1,140 | 1,177 | 1,181 | 1,015 | 1,015 | 1,539 | 1,539 | 1,182 |
| Altezza (m)   | 0,616 | 0,616 | 0,616 | 0,616 | 0,616 | 0,616 | 0,576 | 0,576 | 0,715 | 0,715 | 0,616 |
| Larghezza (m) | 0,498 | 0,491 | 0,491 | 0,491 | 0,500 | 0,498 | 0,498 | 0,498 | 0,504 | 0,497 | 0,508 |
| Peso (kg)     | 134,0 | 132,2 | 129,2 | 132,2 | 132,9 | 131,0 | 129,2 | 131,5 | 131,2 | 131,0 | 139,2 |
| Potenza (kW)  | 557   | 557   | 501   | 557   | 598   | 531   | 581   | 612   | 601   | 601   | 445   |

## Aeromobili utilizzatori
- AgustaWestland AW109
- Eurocopter Dauphin
- Aérospatiale AS 350 Écureuil
- MBB-Kawasaki BK 117
- Eurocopter EC145
- Sikorsky S-76
- Leonardo AW09